# Wikipedija na venecijanskom jeziku
Wikipedija na venecijanskom jeziku (Wikipedia en łéngoa vèneta) inačica je Wikipedije na venecijanskom, jeziku iz skupine galoitalskih jezika. Počela je s radom 2005. godine. U srpnju 2019. brojala je oko 12 500 članaka.

## Vanjske poveznice
- Wikipedija na venecijanskom jeziku